# Ди-Асмо
Ди-Асмо или Асма (араб. دي أسمو‎) — поселение в предгорьях горного хребта Хаджир, Сокотра, Йемен. Название также дано близлежащему горному хребту.

## Природа
На территории округа, как и почти на всей территории архипелага Сокотра, растет драконово дерево.
На юго-востоке округа находится пляж Дайра, который носит название находящегося недалеко округа Дайра.
Территория округа разнообразна. На ней находятся такие формы рельефа, как пустыни, леса драконовых деревьев, горы и холмы.

## История
До декабря 2013 года Ди-Асмо входило в состав мухафазы Хадрамут, пока не стало частью новообразованной мухафазы Сокотра. 19 июля 2020 года остров взят под контроль силами Южного переходного совета и вошёл в состав самопровозглашенного Южного Йемена. 29 июля 2020 года сепаратисты Южного Йемена приняли условия Саудовской Аравии и отказались от самоуправления ранее захваченных регионах, в том числе на Сокотре.

## География
Находится в самом центре восточной части острова Сокотра и мудирии Хадибу.
На юге граничит с округом Дайра.
На западной части округа находится площадка для кемпинга.

## Климат
Климат — засушливый тропический, как и на всем архипелаге Сокотра.